# UNIKOM

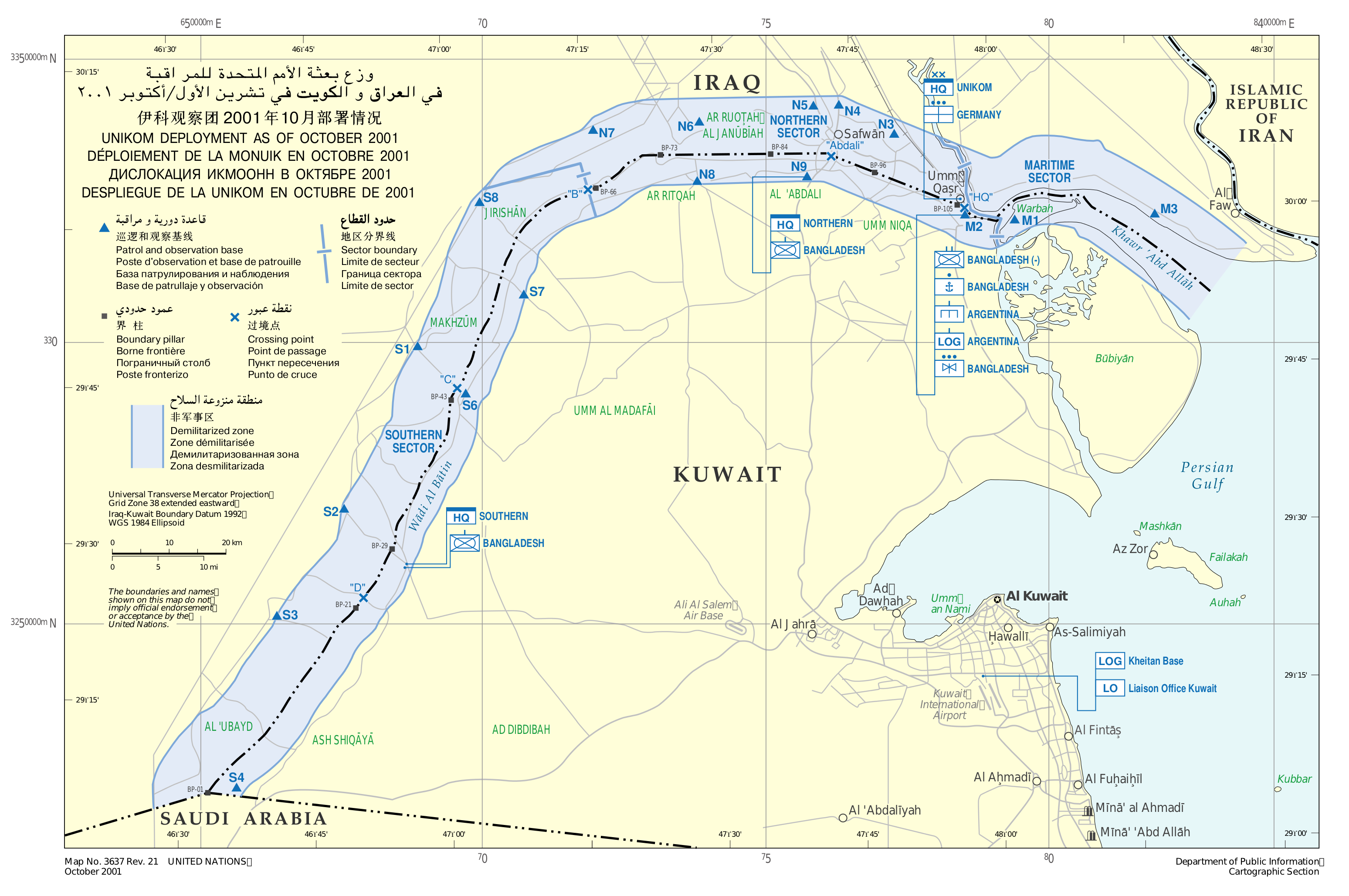
De gedemilitariseerde zone in 2001

De United Nations Iraq-Kuwait Observation Mission (UNIKOM), of Waarnemersmissie van de VN voor Irak en Koeweit in het Nederlands, was een vredesmissie van de Verenigde Naties. De missie begon in april 1991 en het mandaat gelastte de gedemilitariseerde zone tussen Irak en Koeweit te bewaken. De missie werd in 6 oktober 2003 beëindigd.

## Medaille
Zoals gebruikelijk stichtte de secretaris-generaal van de Verenigde Naties een van de Medailles voor Vredesmissies van de Verenigde Naties voor de deelnemers. Deze UNIKOM Medaille wordt aan militairen en politieagenten verleend. 